# 中台出入口
中台出入口（なかだいでいりぐち）は、東京都板橋区にある首都高速道路5号池袋線の出入口である。志村PA及び志村TBに隣接する。上り方向 (竹橋JCT方面)の入口及び下り方向（環八通り方面）の出口のみ設置されているハーフインターチェンジである。

## 接続する道路
- 東京都道311号環状八号線（環八通り）
  - 関越自動車道練馬ICへはこの出入口から環八通り-練馬中央陸橋-目白通りを経由してアクセスすることが可能である。

## 周辺
- 志村三丁目駅
- 東武練馬駅
- イオン板橋ショッピングセンター
- 関越自動車道練馬IC（東京都道311号環状八号線経由）

## 隣
首都高速5号池袋線
(511,512)板橋本町出入口 - 志村PA/TB - (513)中台出入口 - (515)高島平出入口